# Bjorholmsminde
Bjorholmsminde er en proprietærgård i Tirslund Sogn (Tønder Kommune), som går langt tilbage i historien. Gården er en af de største i sognet, idet der hører over 200 hektar land til Bjorholmsminde og derudover et stuehus fra 1995 på 416 m².
Bjorholmsminde har fra 1767 været i Bjorholmslægtens eje. Siden 1977 har Inge Lene og Carl Erik Zachariassen drevet gården. I 1995 blev der opført en ny hovedbygning, hvor første etage bliver anvendt til kurser i blomsterbinding. I 2003 blev den gamle hestestald renoveret. Derudover er der tilknyttet en Nordex-vindmølle til ejendommen, som leverer strøm til over 1000 husstande i nabolaget.
Information om strøm-produktion foregår på denne hjemmeside: http://atlas.ps-data.com/$/